# نبيل التلهوني
نبيل التلهوني هو دبلوماسي أردني عمل سفيراً لعدد من الدول حول العالم.

## السيرة الذاتية
ولد نبيل التلهوني في الأردن، وتلقى تعليمه في جامعة بون.
- عمل التلهوني في وزارة الخارجية الأردنية قبل أن يصبح سفير الأردن في الكويت (1987-1990).
- كما عمل سفيراً في النمسا (1991-1993) ، وسفيرًا في الإمارات (1996-1999).
- وسفيرًا في الهند (2001-2006).
- وسفيرًا في تايلاند (2001-2006). وقد خدم أيضا في دبي، لندن، أوتاوا، برن وفرانكفورت.

## روابط خارجية
- Mohammed receives foreign officials
- Jordan's embassy in Kuwait expected to reopen next week
- Organization for Security and Co-operation in Europe
- International Atomic Energy Agency General Conference
- Technical Assistance to the Investment
- Land Mine Monitor 2001
- Prime Ministry of Jordan
- King Abdullah II visit to Thailand
- قرارات مجلس الوزراء ليوم الثلاثاء الموافق 10/9/2002م
- United Nations Framework Convention on Climate Change
- Ministry of Foreign Affairs Jordan
- Prime Ministry of Jordan
- Embssy of the Hashemite Kingdom of Jordan in India
- New Jordan Envoy (Tribune, Editorial, The Tribune, Dec 09, 2001)
- Ministry of Foreign Affairs of the Kingdom of Thailand
- Speech by H.E. Mr. Nabil Tawfiq Talhouni Ambassador of Jordan at the presentation of his credentials to His Majesty the King of Thailand
- Ministry of External Affairs Government of India annual report 2005-2006